# The Negotiator (boek)
The Negotiator (Nederlandse vertaling: De Onderhandelaar) is een boek van de Britse schrijver Frederick Forsyth uit 1989.

## Synopsis
Het verhaal, dat speelt in de transitieperiode van de glasnost onder Michael Gorbatsjov in de Sovjet-Unie, beschrijft de gijzeling van de zoon van de fictionele president van de Verenigde Staten. Deze gijzeling blijkt uiteindelijk slechts onderdeel te zijn van een duivels plan, gesmeed door een merkwaardig en onverwacht bondgenootschap.

## Het verhaal
De Russische stafchef Koslov leest een verontrustend rapport over het opraken van de olievoorraden van het Oostblok ten gevolge van de wapenwedloop, die de Sovjet-economie niet lang meer kan volhouden. Hij bereidt een plan voor de invasie van Iran voor. Dit land heeft grote olievoorraden en bovendien kan op deze manier een einde worden gemaakt aan de fundamentalistische invloed van dit land op de zuidelijke Sovjetrepublieken. Bovendien zal geen land het voor Iran willen opnemen, aangezien de theocratie zich internationaal en zelfs bij het Iraanse volk zelf buitengewoon ongeliefd heeft gemaakt.
Ondertussen leest de olietycoon Cyrus V. Miller een deprimerend rapport over het opraken van de olievoorraden in de westerse wereld, waardoor de olieprijs zal stijgen en de westerse landen meer en meer afhankelijk zullen raken van Arabische staten, zoals Saoedi-Arabië. Bovendien is dit zeer nadelig voor zijn eigen bedrijf. Hij besluit dat de olievelden van Saoedi-Arabië onder Amerikaanse controle moeten worden gebracht, en schakelt hiervoor de arabist kolonel Robert Easterhouse in. Samen mobiliseren ze een coalitie van belanghebbenden in de ultra-rechtse hoek, de Alamo-groep. Het idee is een coup van sjiitische fundamentalisten uit te lokken waarbij vrijwel het gehele Saoedische koningshuis omkomt. Daarna zullen de coupplegers onschadelijk worden gemaakt en zal een nieuwe koning worden geïnstalleerd, een zwakke pro-westerse dronkenlap die onmiddellijk om Amerikaanse militaire hulp zal vragen. Zodoende verkrijgt de V.S. directe controle over de Arabische olie, waarbij uiteraard bedrijven als dat van Cyrus Miller kunnen rekenen op gunstige olieconcessies.
Tijdens deze ontwikkelingen tekenen de Amerikaanse president John Cormack en de Russische leider Gorbatsjov het Verdrag van Nantucket, dat voorziet in een grote wederzijdse vermindering van de bewapening. Beide leiders beseffen dat ze zich de wapenwedloop niet langer kunnen permitteren.
Het verdrag wordt verafschuwd door de Alamo-groep, omdat de Verenigde Staten om dit verdrag niet in gevaar te brengen niet bereid zullen zijn in Saoedi-Arabië militair in te grijpen. Ook wapenfabrikanten verafschuwen het verdrag. Aan de Sovjetzijde zijn hardliners uit de Partij, de KGB en het Rode Leger, zoals maarschalk Koslov, tegen het verdrag. Achter de schermen nemen de Alamo-groep, de defensiefabrikanten en de Russische hardliners contact met elkaar op, en bedenken een plan om de ratificatie van het verdrag te verhinderen door de architect achter het verdrag, president Cormack, uit te schakelen. Niet door hem te doden want dat zal een martelaar van hem maken en ertoe leiden dat het verdrag alsnog wordt geratificeerd, maar door hem tot regeren ongeschikt te maken. Dan zal de veel rechtsere vicepresident Michael Odell, die tegenstander is van het verdrag, het verdrag weigeren te ratificeren, met als gevolg dat de Koude Oorlog nog enkele (tientallen) jaren zal duren, tot voordeel van personen als Miller en Koslov. De Alamo-groep en diens bondgenoten werken derhalve aan het plan-Travis dat de kidnapping van de zoon van de president behelst, het plan-Bowie dat de staatsgreep in Saoedi-Arabië behelst, en het plan-Crockett dat een fluistercampagne is om derhalve de publieke opinie zodanig te manipuleren dat Cormack aftreedt ten gunste van Odell.
De vijf industriëlen van de Alamo-groep worden via Belgrado clandestien naar Bakoe overgevlogen, waar ze Koslov ontmoeten. Een oplettende KGB-er in Belgrado ontdekt dit en verwittigt zijn superieuren. Vladimir Krjoetsjkov krijgt het rapport uiteindelijk in handen maar is gebrouilleerd met Gorbatsjov en stelt hem niet op de hoogte. Verder huurt de Alamo-groep Irwin Moss in, een beroepsmisdadiger en ex-CIA agent die uit de CIA is ontslagen wegens zijn sadistische en gewelddadige neigingen. Hij raakt seksueel opgewonden door mensen te martelen.
Op een dag wordt Simon Cormack, de in Oxford studerende zoon van de president, ontvoerd. De Amerikanen vragen de beste gijzelingsonderhandelaar ter wereld, Quinn, de onderhandelingen ter hand te nemen. Quinn, eveneens een ex-Groene Baret, leidt een teruggetrokken leven in Zuid-Spanje nadat de laatste gijzeling gruwelijk misliep. Hij gaat slechts met tegenzin op aandringen van zijn vriend bij de CIA, David Weintraub, akkoord. Hij opereert vanuit een Londens huis en wordt, eveneens tegen zijn zin, bijgestaan door CIA-agent Duncan McCrea en Samantha (Sam) Somerville. Quinn krijgt tijdens de spannende dagen in het appartement een relatie met Sam, maar dit houden ze zorgvuldig verborgen voor McCrea en de geheime diensten en agenten die het huis afluisteren.
Al snel neemt een zekere Zack contact op, en eist $ 5 miljoen losgeld. Quinn gaat hier tot ieders verbazing niet mee akkoord, omdat het direct accepteren ertoe kan leiden dat de gijzelnemers hun eis verhogen of dat ze bang worden dat er ze worden bedrogen en wellicht de gijzelaar doden. Na veel getouwtrek wordt het bod verlaagd tot $ 2 miljoen in diamanten, en een uitwisseling wordt gearrangeerd. Quinn levert de diamanten af en Simon wordt inderdaad vrijgelaten. Op het moment dat hij naar zijn bevrijders toeloopt ontploft zijn riem, die gevuld blijkt te zijn met Semtex. Simon is op slag dood en Quinn wordt enige tijd door de politie vastgehouden omdat men hem de schuld geeft. De Amerikaanse president is volledig kapot van verdriet en zinkt dieper en dieper weg in een depressie. Tot regeren is hij in feite niet meer in staat, en het kabinet overweegt hem te verzoeken ten gunste van Odell af te treden. Ook worden in Simons lichaam restanten van de detonator gevonden: een apparaatje dat slechts in Sovjet-ruimtevaart wordt toegepast. De Amerikanen zijn razend op de Sovjet-Unie, en de kans dat het Verdrag van Nantucket wordt geratificeerd is kleiner dan ooit.
De KGB-generaal Kirpitsjenko vindt het ondertussen vreemd dat 5 zeer belangrijke Amerikanen, in bezit van defensiekennis, zomaar de Sovjet-Unie in en uit konden komen. Hoewel het rapport uit Belgrado hierover aan Krjoetsjkov was overhandigd, wordt er niets mee gedaan. Daarom neemt Kirpitsjenko de riskante stap Gorbatsjov achter Krjoetsjkovs rug om te benaderen. Dit leidt tot Krjoetsjkovs ontslag.
Quinn rekent zich de mislukking persoonlijk aan, omdat hij de president had beloofd zijn zoon levend terug te brengen. Hij herinnert zich echter op de hand van een van de (gemaskerde) ontvoerders een tatoeage te hebben gezien die het teken is van een Belgische pro-koloniale beweging. Als hij eenmaal is vrijgelaten, vertrekken hij en Sam naar België om deze aanwijzing die na te trekken, en de zaak dan tenminste tot op de bodem uit te zoeken. Zijn speurtocht leidt hem door België, West-Duitsland en Nederland, en hij treft inderdaad twee huurlingen aan, de een dood in een pretpark in Waver, de ander dood in een café in 's-Hertogenbosch. Uiteindelijk neemt Zack contact met hem op in Parijs. Zack is inmiddels doodsbang omdat al zijn maten vermoord worden, en denkt dat Quinn onder een hoedje speelt met de schimmige figuren die hem hadden ingehuurd. Zack onthult dat de vierde ontvoerder, Orsini, een Corsicaan is, en dat hij tevens in contact met de opdrachtgevers stond. Orsini bracht instructies over van een mysterieuze 'dikke man', een Amerikaan. De ontvoerders waren ingehuurd en wisten niets van de bom of de moord. Ze zouden een half miljoen krijgen en eventueel losgeld mogen houden. Zack wordt kort daarop doodgeschoten, maar Quinn reist met deze aanwijzing naar het dorp van Orsini, diep in de binnenlanden van Corsica. Hij stuurt Sam naar zijn vrienden in Zuid-Spanje.
Bij Orsini loopt het spoor dood, daar ook hij sterft voor hij iets kan zeggen. Quinn reist terug naar Londen, maar wordt daar door de KGB verdoofd en naar de Sovjet-ambassade ontvoerd. Generaal Kirpitsjenko, inmiddels naar de Sovjet-ambassade te Londen overgeplaatst, ontvangt de verbaasde Quinn en legt hem uit dat de KGB en de Sovjet-Unie aan zijn kant staan. Ze worden ten onrechte voor een moord geblameerd en bovendien is Gorbatsjov voorstander van de wederzijdse ontspanning en het verdrag van Nantucket, die hierdoor op de helling komen te staan. Kirpitsjenko en Quinn wisselen informatie uit, en zo verneemt Quinn dat er sprake is van een samenzwering van ultraconservatieve Amerikanen, die de presidentszoon wilden ontvoeren en doden om zo Cormack tot regeren ongeschikt te maken waarna het verdrag van de baan zou zijn. De geheime Sovjettechnologie voor de bom was aangeleverd door Koslov. De kans is echter groot dat Quinn niet serieus genomen wordt: Quinn wordt opnieuw gezocht omdat overal waar hij gaat doden achterblijven, en omdat hij tijdens zijn speurtocht een pedofiele wapenhandelaar in de geslachtsdelen had geschoten. De Russen kunnen zelf weinig doen en bovendien is de vrije wereld zo woedend op hen dat niet eens naar hen zal worden geluisterd. Ze willen Quinn daarom helpen en sturen hem met een valse identiteit terug naar de V.S. Ondertussen neemt de druk op de president om af te treden toe, en ziet hij er zelf ook naar uit deze loodzware last van zijn schouders te nemen.
Via een nepbrief aan Sam lekt Quinn het gerucht uit dat hij via Orsini alles weet, en aan een manuscript met bewijsmateriaal werkt dat aan het Witte Huis zal worden verstuurd. Hij hoopt dat dit de samenzweerders onvoorzichtig maakt. Daarna regelt David Weintraub met Duncan McCrea via Sam een ontmoeting met Quinn in zijn schuilplaats. Alleen... het blijkt niet David Weintraub maar Irwin Moss, de beulsknecht van de Alamo-groep. Moss deed zich als Weintraub voor bij Sam, die de echte Weintraub nooit had ontmoet, en liet zich zo naar Quinn leiden. Hij was de mysterieuze 'dikke man' die Orsini en de huurlingen de opdrachten gaf. Ook McCrea zit in het complot en blijkt de bom in Simons gordel te hebben gedetoneerd. Bovendien had hij een zender in Sams handtas genaaid en volgde hij Quinn en Sam. Het was namelijk de bedoeling dat de huurlingen uit voorzorg gedood zouden worden, maar ze waren bang geworden en hadden het hazenpad gekozen. Door Quinn te volgen en af te luisteren, en net iets sneller ter plaatse te zijn, kon hij de huurlingen tijdig doden en leidde Quinn hem regelrecht naar hen toe. Moss neemt Quinn mee naar buiten om hem dood te martelen en laat Sam over aan McCrea, die er soortgelijke sadistische seksuele voorkeuren op nahoudt maar meer op vrouwen valt. Ze worden net op tijd door de KGB-er Andrei gered, die Quinn ter bescherming was nagereisd.
Via een adresboekje van Moss ontdekt Quinn de link naar de Alamo-groep en naar de Amerikaanse minister van Financiën zelf, die grote belangen in de wapenindustrie had. Hij laat zich 5 miljoen dollar zwijggeld betalen maar lekt het manuscript toch uit, waarna de Alamo-groep, Easterhouse en Koslov gearresteerd worden, hoewel een paar zelfmoord plegen om aan arrestatie te ontkomen. De Amerikaanse president, verouderd maar strijdlustig en weer bij de pinken, kondigt in een toespraak aan dat hij niet zal aftreden. Een verpleeghuis voor Vietnamveteranen ontvangt een donatie van 5 miljoen dollar. Terwijl Quinn en Sam zich verloven staat er een berichtje in de krant over de begrafenis van de Amerikaanse minister van Financiën, waarbij gehint wordt dat hij is gedood door Quinn.

## Trivia
- Vladimir Krjoetsjkov, een hardliner die in werkelijkheid eveneens een tegenstander van Gorbatsjov was, nam in 1991 (twee jaar na het uitkomen van het boek) deel aan de mislukte Augustusstaatsgreep in Moskou.
- De wijze waarop Quinn door de KGB wordt gedrogeerd om hem te ontvoeren is gebaseerd op de ´paraplumoord´ op Georgi Markov.
- De gijzelingen in Assen en Bovensmilde worden genoemd. Tevens bevat het boek accurate beschrijvingen van Arnhem, Groningen en 's-Hertogenbosch.
- Het boek beschrijft de islam op een vrij negatieve toon, in tegenstelling tot latere boeken van Forsyth. Dit kan te maken hebben met het perspectief van de onwetende verteller dat hier gehanteerd wordt, daar de beschrijvingen in het boek afkomstig zijn van een communistische hardliner en extreemrechtse Amerikanen.
- Het boek bevat een aantal subplots:
  - Irwin Moss werd uit de CIA gegooid omdat hij tegenstanders martelde omdat hij er seksueel opgewonden van raakte. Nadien raakte hij betrokken bij de georganiseerde misdaad en gearresteerd. Na zijn celstraf laat hij zich door de Alamogroep rekruteren en organiseert de ontvoering, de moord, en het nadien doden van de huurlingen. Hij koestert rancune tegen Quinn die zijn neus heeft gebroken in Zuid-Vietnam, uit afschuw over zijn martelpraktijken.
  - Andy Laing, een bankemployee in Saoedi-Arabië, ontdekt dat er geld wordt verduisterd. Zijn baas Steven Pyle blijkt hierachter te zitten in samenwerking met Easterhouse, die met het geld zijn staatsgreep financiert (Pyle beseft dit niet en denkt dat dit voor een CIA-operatie is). De goudeerlijke maar enigszins naïeve Laing probeert dit aan de kaak te stellen maar dit ledt tot zijn ontslag en uiteindelijk, als Easterhouse de Alamo-groep inlicht, zijn dood. In zekere zin reflecteert dit de behandeling die veel klokkenluiders ten deel valt.
  - De beproevingen van Simon Cormack, de zoon van de president, die tijdens het hardlopen wordt ontvoerd en vervolgens weken in een kelder vastgehouden. Ondertussen kampen ook de ontvoerders met de nodige stress want het risico op ontdekking is hoog.
  - President Cormack is kapot van verdriet en kan zich niet meer concentreren. Margaret Thatcher, de ´ijzeren dame´, voelt als moeder met de president mee en troost hem. De rest van het kabinet weet zich geen raad en vice-president Odell treedt enigszins tegen wil en dank steeds meer naar voren.
  - Robert Easterhouse is opgegroeid als zoon van expats in Libanon en spreekt daardoor vloeiend Arabisch. Hij is ook een computergenie en het spreekt dan ook voor zich dat nou juist hij door de Saoedische regering is aangenomen als computer-expert voor hun banksystemen. Diep van binnen koestert hij haat en minachting voor de decadente Saoedische monarchie en hij helpt graag met zijn netwerk en computerkennis de Alamo-groep met deze omver te werpen, zodat de olie niet langer aan de decadente hofkliek maar aan de gehele vrije wereld ten goede kan komen.